# Santa Rosa (band)
Santa Rosa is een Nederlandse feestband.
Santa Rosa werd bekend door de single Viva Hollandia. Een samenwerking tussen de Duitse schrijver Ralle Rudnik van de Keulse band Die Hoehner en Santa Rosa die elkaar al een 20-tal jaren kenden vanuit het cover circuit in Nederland. De single kwam op 21 januari 2006 in de Nederlandse Single Top 100. Het nummer stond vijf weken in de hitlijst en kwam tot de 59e positie. Wolter Kroes coverde in 2008 deze versie. In 2008 maakte Santa Rosa samen met Hanny het carnavalslied Leven in de brouwerij. In 2010 wordt Bas van Rijckevorsel, bekend van Idols, de nieuwe frontman. Ook Willem Bijkerk (Waylon) was een aantal jaren de frontman van de band nadat hij uit Amerika terugkeerde. Daarna volgde Leon Beelen hem op. Ook Dolf van de Steeg heeft jaren bij Santa Rosa gezongen.

## Discografie

### Singles
| Single met eventuele hitnotering(en) in de Nederlandse Top 40 | Datum van verschijnen | Datum van binnenkomst | Hoogste positie | Aantal weken | Opmerkingen                 |
| ------------------------------------------------------------- | --------------------- | --------------------- | --------------- | ------------ | --------------------------- |
| Viva Hollandia                                                | 2006                  | -                     |                 |              | Nr. 59 in de Single Top 100 |
| Leven en laten leven                                          | 2012                  | -                     |                 |              | Nr. 83 in de Single Top 100 |